# バレット (映画)
『バレット』（原題：Bullet to the Head）は、アレクシス・ノランによるフランスのグラフィックノベル『Du Plomb Dans La Tete 』を原作とし、ウォルター・ヒルが監督した2012年のアメリカ合衆国のアクション映画である。
2012年11月14日にローマ国際映画祭でプレミア上映された。

## ストーリー
南部ニューオーリンズ。ベテラン殺し屋のジェームズ・ボノモ、通称ジミー・ボボ（シルヴェスター・スタローン）は、相棒ルイスと共にホテルに押し入り、標的であるワシントンDC警察の元刑事グリーリーを殺害する。二人は依頼の仲介人ロニーとバーで待ち合わせるが、そこに謎の男キーガン（ジェイソン・モモア）が現れルイスを殺害。ジミーも狙われるが、何とかキーガンを撃退、自分たちが騙されたことを知る。
DC警察のテイラー・クォン（サン・カン）は、元相棒のグリーリー殺害事件の真相を追って、ニューオーリンズへとやって来る。グリーリー殺しとルイス殺害が関連していると睨んだクォンは、相棒のジミーと接触し、手を組まないかと持ちかける。
事件の黒幕は不動産取引で財を成すモレル（アドウェール・アキノエ＝アグバエ）という悪党で、弁護士のバティスト（クリスチャン・スレーター）と手を組み、政界工作の賄賂の証拠を掴んで脅迫してきたグリーリーを殺害、殺し屋ごと証拠を抹殺しようという企みだった。
バティストを拉致し、証拠のデータを手に入れたジミーとクォンだったが、ジミーの娘リサ（サラ・シャヒ）が組織の用心棒である元傭兵のキーガンに誘拐されてしまう…。

## キャスト
※括弧内は日本語吹替
- ジェームズ“ジミー”・ボノモ - シルヴェスター・スタローン（ささきいさお）
- テイラー・クォン - サン・カン（内田夕夜）
- リサ - サラ・シャヒ（宮島依里）
- キーガン - ジェイソン・モモア（東地宏樹）
- モレル - アドウェール・アキノエ＝アグバエ（西凜太朗）
- マーカス・バティスト - クリスチャン・スレーター（檀臣幸）
- ルイス・ブランチャード - ジョン・セダ
- ハンク・グリーリー - ホルト・マッキャラニー
- ロニー・アール - ブライアン・ヴァン・ホルト
- ローラ - ヴェロニカ・ロサティ
- レブレトン警部補 - デイン・ローデス（宇垣秀成）
- タウン刑事 - マーカス・ライル・ブラウン

## 製作
本作は『アイ・アム・ナンバー4』の製作チームが手がけており、当初は『Headshot』という仮題で製作がスタートされていた。
映画を手がけたエグゼクティブは、「（この映画は）まさに私たちのビジネスモデルに合ったテンポの速く、普遍的テーマのプロジェクトである。シルヴェスター・スタローンは、国際的なアイコンであり、我々は彼と一緒に働けることに本当に興奮している」と述べた。元々はウェイン・クラマーが監督する予定であったが、スタローンが映画をよりダークな作風にすることを望んだために降板した。
トーマス・ジェーンが元々演じる予定であった役はサン・カンに変更された。これはプロデューサーのジョエル・シルバーが、幅広い視聴者へアピールする目的により「エスニックな」俳優の必要性を主張したために決まった。
撮影は2011年6月27日にニューオーリンズで始まった。

## 評価
2013年2月4日時点でRotten Tomatoesでは99件のレビューで支持率は46%、平均点5.1/10となっている。